# Karel Vaníček

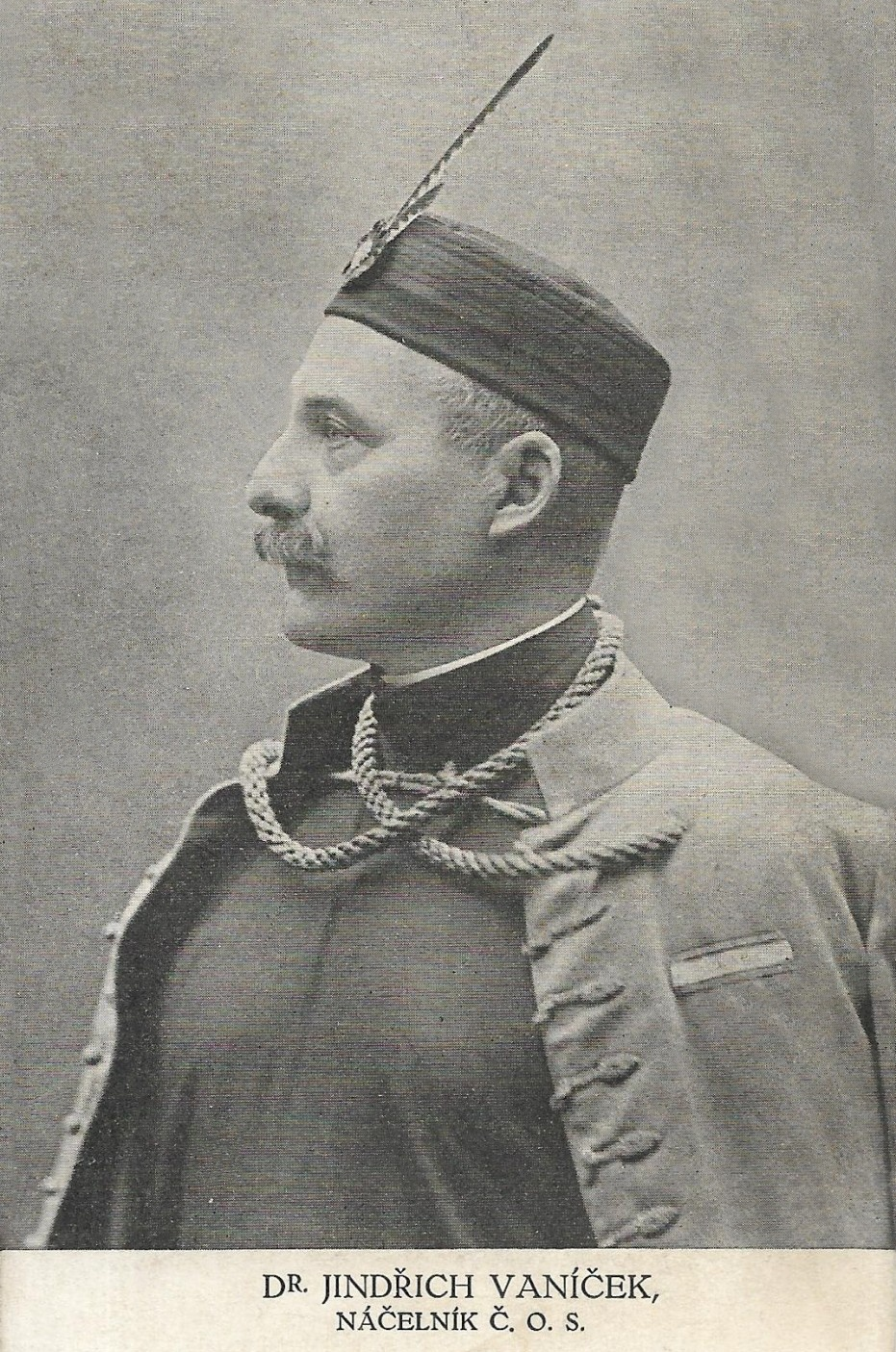
Jeho mladší bratr Jindřich Vaníček

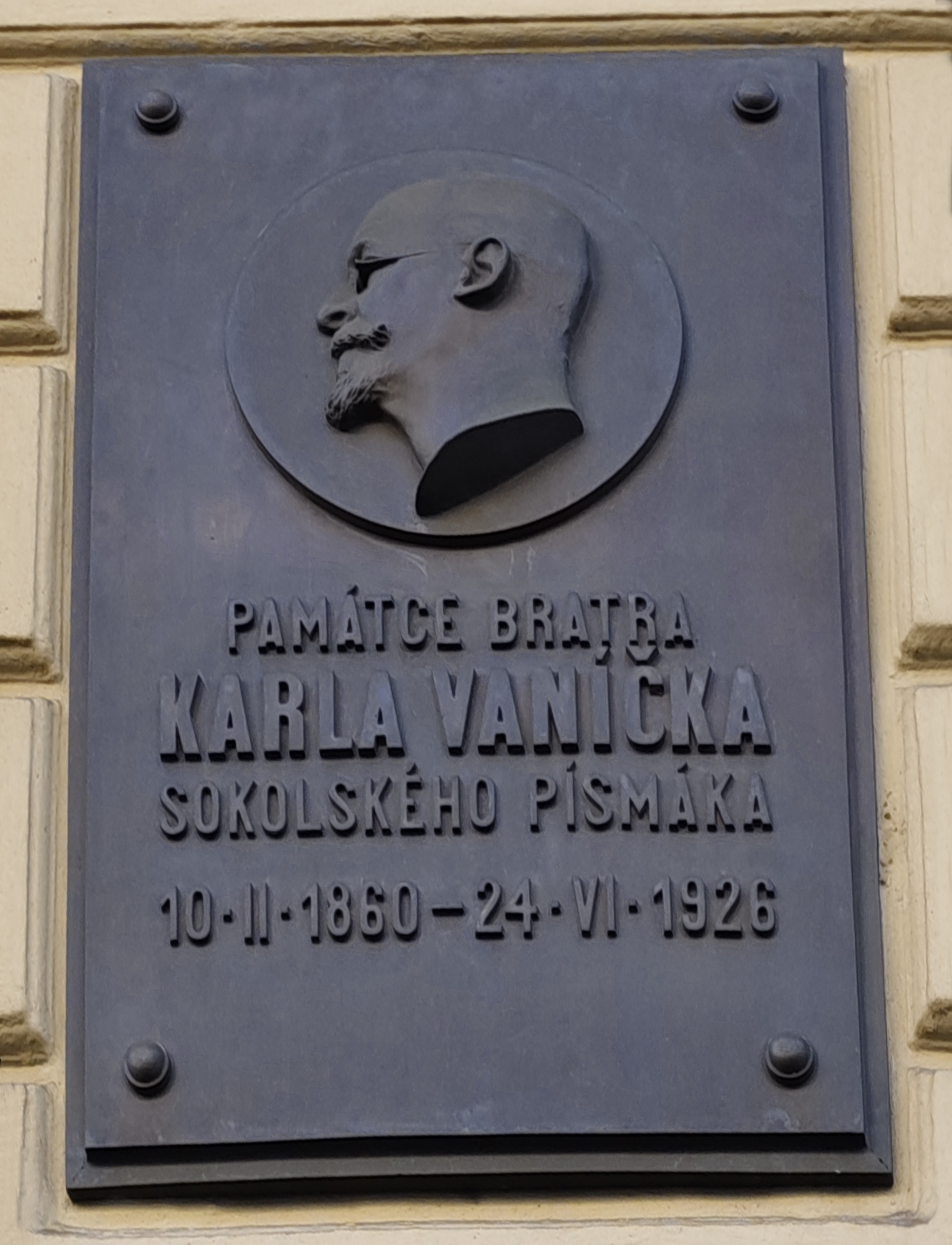
Pamětní deska Karla Vaníčka na Smíchově

Karel Vaníček (10. února 1860 Praha – 24. června 1926 Praha) byl poštovní úředník pražské pošty, historik, člen předsednictva České obce sokolské, osvětový pracovník, který psal a přednášel o otázkách sokolství. (Autor publikace zvané Sokolské epištoly.) Vysloužil si přezdívku „sokolský písmák“, položil základy sokolského muzea a je mu přičítáno autorství sokolského slibu.

## Život
Karel Vaníček se narodil 10. února 1860 v Praze na Hradčanech v domě číslo popisné 67 (Martinický palác) do početné rodiny hradního sluhy. O dva roky později (1. ledna 1862) přišel na svět i jeho mladší bratr Jindřich. Karel i Jindřich vystudovali malostranské gymnázium. Jindřich pokračoval ve studiu na právnické fakultě (v roce 1898 získal titul JUDr. a v roce 1910 si otevřel vlastní advokátní kancelář ve smíchovské sokolovně) a Karel pokračoval po maturitě v roce 1878 ve studiu na německé přírodovědecké fakultě, kam docházel na přednášky z chemie a živil se tím, že studentům poskytoval za úplatu tzv. kondice. Rodina Vaníčků se ale začátkem 80. let 19. století ocitla ve finanční nouzi a Karel v roce 1883 vysokoškolských studií zanechal. Některé prameny tvrdí, že Karel vystudoval techniku, ale jisté je, že na živobytí si vydělával jako úředník (vrchní oficiál) pracující na pražské poště.
Společně se oba bratři Vaníčkovi sešli v Sokole na Smíchově. Mladší Jindřich se věnoval sportu zatímco starší Karel se později stal (i pod vlivem osobních setkání s Miroslavem Tyršem) „sokolským písmákem“ (filosofem propagujícím ideje výchovy a „otužování těla i ducha“). Oba bratři se účastnili 16. června 1882 na Střeleckém ostrově l. Všesokolského sletu. Oba zde společně s 1 600 cvičenci vystupovali (bez hudebního doprovodu) pod vedením Miroslava Tyrše a Karel se pak až do konce svého života účastnil (bez jediného vynechání) všech sletů Sokolstva.
V Sokole na Smíchově vykonával Karel zprvu funkci cvičitele, ale později se stal hlavním vzdělavatelem ve smíchovském vzdělávacím kroužku (jeho členové si říkali „mudrci“). V roce 1885 byl Karel služebně (svým poštovním úřadem, kde byl zaměstnán) převeden do Karlových Varů, ale již následujícího roku 1886 se vrátil zpět do Prahy. Od roku 1886 se pak začal věnovat publikaci a propagaci sokolských myšlenek. Nejprve začínal psát o sokolských písních a později v roce 1893 mu postupně vyšlo dvacet filosofických esejů souhrnně nazvaných Sokolské epištoly. Dekadentní básník a výtvarník Karel Hlaváček (1874–1898), člen libeňského Sokola, v roce 1895 na tyto Epištoly zjevně reagoval svoji první sbírkou apelativních veršů nazvanou Sokolské sonety.
Když se smíchovská sokolská jednota přestěhovala do nových prostor stal se Karel Vaníček nakrátko jejím předsedou, ale již v roce 1895 opustil smíchovský Sokol, aby se stal jednatelem Pražského Sokola. Přesto tento „sokolský písmák“ po sobě zanechal na smíchovské Santošce nepřehlédnutelnou stopu: malé sokolské muzeum se zárodky sokolského archivu.
Vaníčkovy Sokolské epištoly se staly pojmem a sloužily téměř jako jakési „sokolské evangelium“ poté, co se rozrostly na velikost 60 kapitol. V rámci vzdělavatelské činnosti se svými přednáškami (o mravních, náboženských, filosofických otázkách sokolství i o věcech týkajících se sokolské praxe) objel postupně celkem asi 300 sokolských jednot v Čechách a na Moravě.
Návrh na zbudování „Sokolského muzea“ vypracoval Karel Vaníček v roce 1912 a muzeum přestálo i dobu první světové války. Ne nadarmo byl Karel Vaníček přezdíván „sokolský písmák“ či jej Sokolové označovali „Tyršem své doby“. V obci sokolské platil za autoritu a to nejen pro znalost dějin tělovýchovy a její organizace, ale i pro přehled v obecných i českých dějinách, filosofii, etice a morálce. Byl nejen kronikářem Sokola, ale i iniciátorem sokolského slibu.
Karel Vaníček se zasadil i o zbudování ústředního sokolského domu (Tyršova) v Praze. Roku 1927 byla v jeho jménu založena Literární cena Sokola. Jako poštovní úředník napsal pro filatelisty a milovníky rakousko–uherské pošty přehlednou (téměř dvousetstránkovouú) knihu o předpisech a poštovních sazbách – Vilímkův Rádce poštovní ... (1892).
Karel Vaníček zemřel 24. června 1926 v Praze v Divoké Šárce při své každodenní pravidelné vycházce. Byl pochován na Olšanských hřbitovech v Praze.

## Literární aktivity (výběr, chronologicky)
- Vaníček, Karel. Sokolstvo, jeho směr a cíl. V Praze: Edv. Grégr, 1891; 30 stran; (2. vydání v r. 1892; 5. doplněné vydání v r. 1905; 6. doplněné vydání Praha: Sokol Pražský r. 1912; 7. upravené vydání Praha: Čsl. obec sokolská v r. 1919)
- Vaníček, Karel, ed. Vilímkův Rádce poštovní: spolehlivé a praktické poučení pro každého o předpisech a sazbách poštovských. V Praze: Jos. R. Vilímek, 1892; 187 stran.[6]
- Vaníček, Karel. Sokolské epištoly. I. V Praze: K. Vaníček, 1893; 19 stran.
- Vaníček, Karel. Sokolské epištoly. II. V Praze: K. Vaníček, 1893; 19 stran.
- Vaníček, Karel. Sokolské epištoly. (Série) 3. Praha: nákladem vlastním, 1894; 22 stran.
- Vaníček, Karel. Citu více!. Praha: Ed. Grégr, 1901; 31 stran; Sokolská knihovna; svazek 5.;
- Vaníček, Karel. Sokolské epištoly. Nově uprav. a rozmnožené vydání Praha: Vzdělávací odbor Čes. obce sokolské, 1902; 3 svazky.
- Vaníček, Karel. Dorostu sokolskému!. Praha: Karel Vaniček, 1905; 20 stran. (Další vydání – Praha: Československá obec sokolská – v roce 1910, 1919 a 1920);
- Vaníček, Karel. Kalendář dějin českých i světových. Praha: K. Vaníček, 1909; 118 stran.
- Vaníček, Karel, ed. Rukojeť názvosloví řemeslnického: pro dorost řemeslný, sdružený v jednotách sokolských. V Praze: Emanuel Stivín, 1909 iv, 44 stran.[7]
- Vaníček, Karel. Povinnosti sokolské. V Praze: Jos. Springer, 1910; 24 stran.
- Vaníček, Karel. Povinnosti sokolské. 3. vydání, V Praze: České lidové knihkupectví a antikvariát, 1910; 24 stran.[8]
- Vaníček, Karel a Masák, Jan (1871–1936). Kázeň sokolská. Praha: Nákladem České obce sokolské, 1911 45 stran; Sokolská osvěta; svazek 2.[9]
- Vaníček, Karel. Sokolské epištoly. I-L. 3. vydání Praha: Springer, 1912; 199 stran; Sebrané spisy; I, 1-2.
- Vaníček, Karel. Zeměžluč: (satyrické verše na ohyzdné překlady názvů našich vesnic a měst). Praha: Springer, 1919; 75 stran.
- Vaníček, Karel, ed. Z moudrosti všelidské: (sbírka myšlének a pravidel pro život): k užitku pospolité obce sokolské vůbec, její vzdělavatelů pak zvláště. V Praze: Česká obec sokolská, 1920; 62 stran; Sokolská osvěta; svazek 10.
- Vaníček, Karel, ed. Příručka pro činovníky jednot sokolských. II. díl, (Sbírka řečí, provolání a listin k různým příležitostem v jednotách sokolských). V Praze: Česká obec sokolská, 1920; 53 stran.
- Vaníček, Karel. Sokolské epištoly. 4. vydání, opravení a rozmnožené. Praha: České lidové knihkupectví a antikvariát Josef Springer, 1923; 2 svazky (245 stran); Sebrané spisy Karla Vaníčka; svazek 1, část 1-2.
- Vaníček, Karel. Památce Jana Žižky z Trocnova. V Praze: Nákladem Československé obce sokolské, 1924; 14 stran; Sbírka sokolských přednášek; číslo 11.

Titulní stránky některých publikací Karla Vaníčka
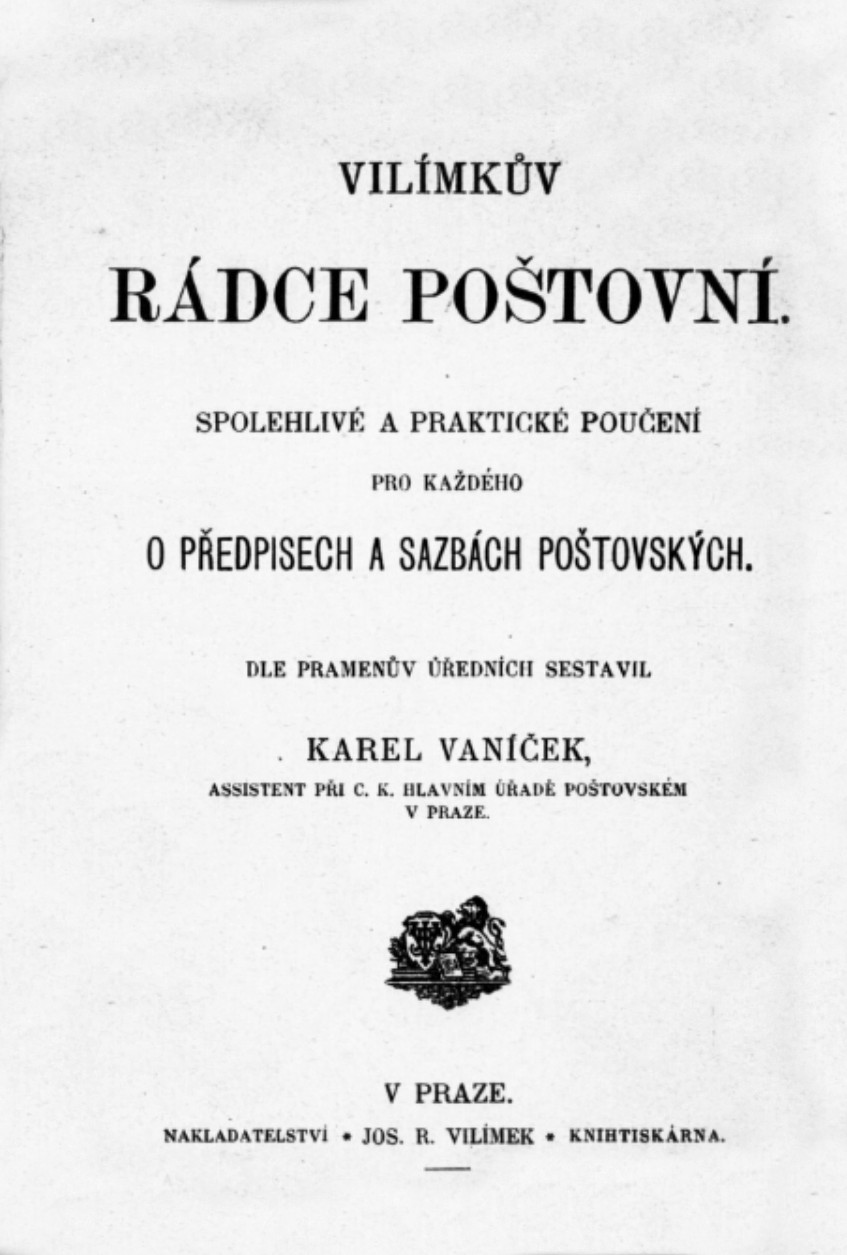
Vilímkův Rádce poštovní: spolehlivé a praktické poučení pro každého o předpisech a sazbách poštovských (1892)
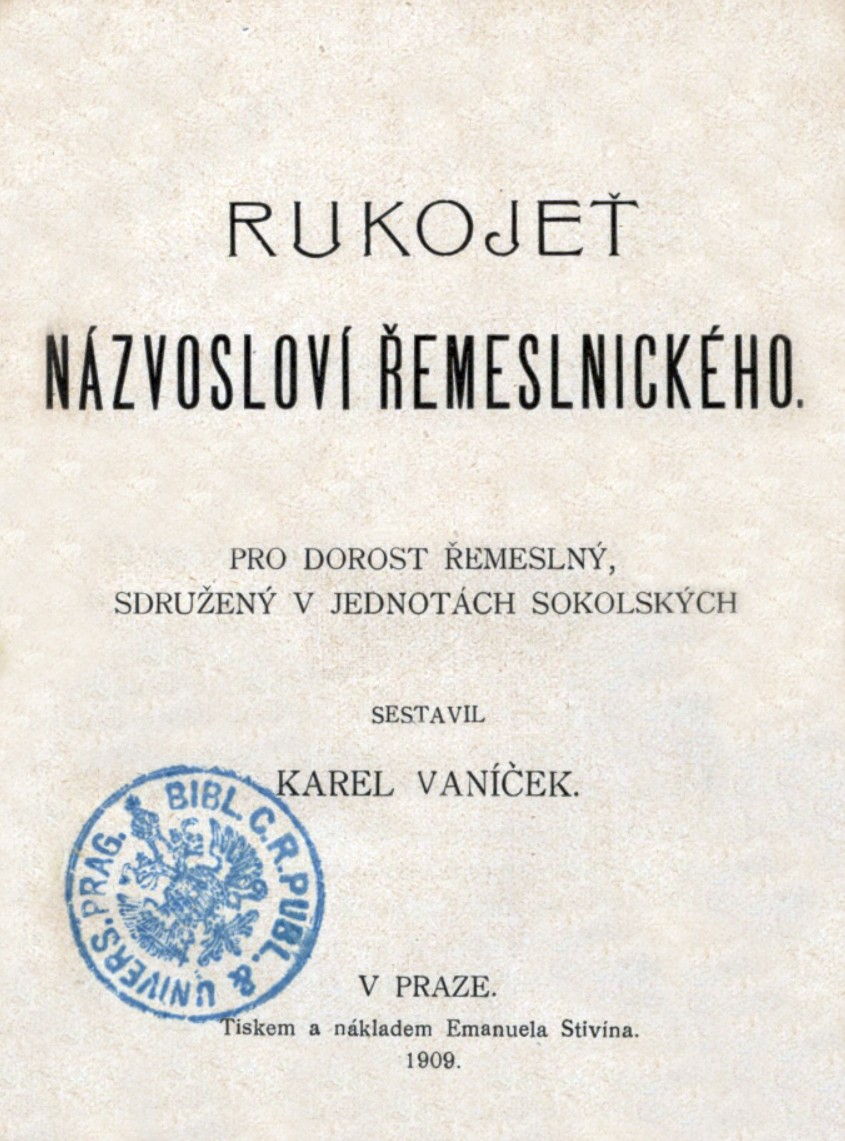
Rukojeť názvosloví řemeslnického: pro dorost řemeslný, sdružený v jednotách sokolských (1909)
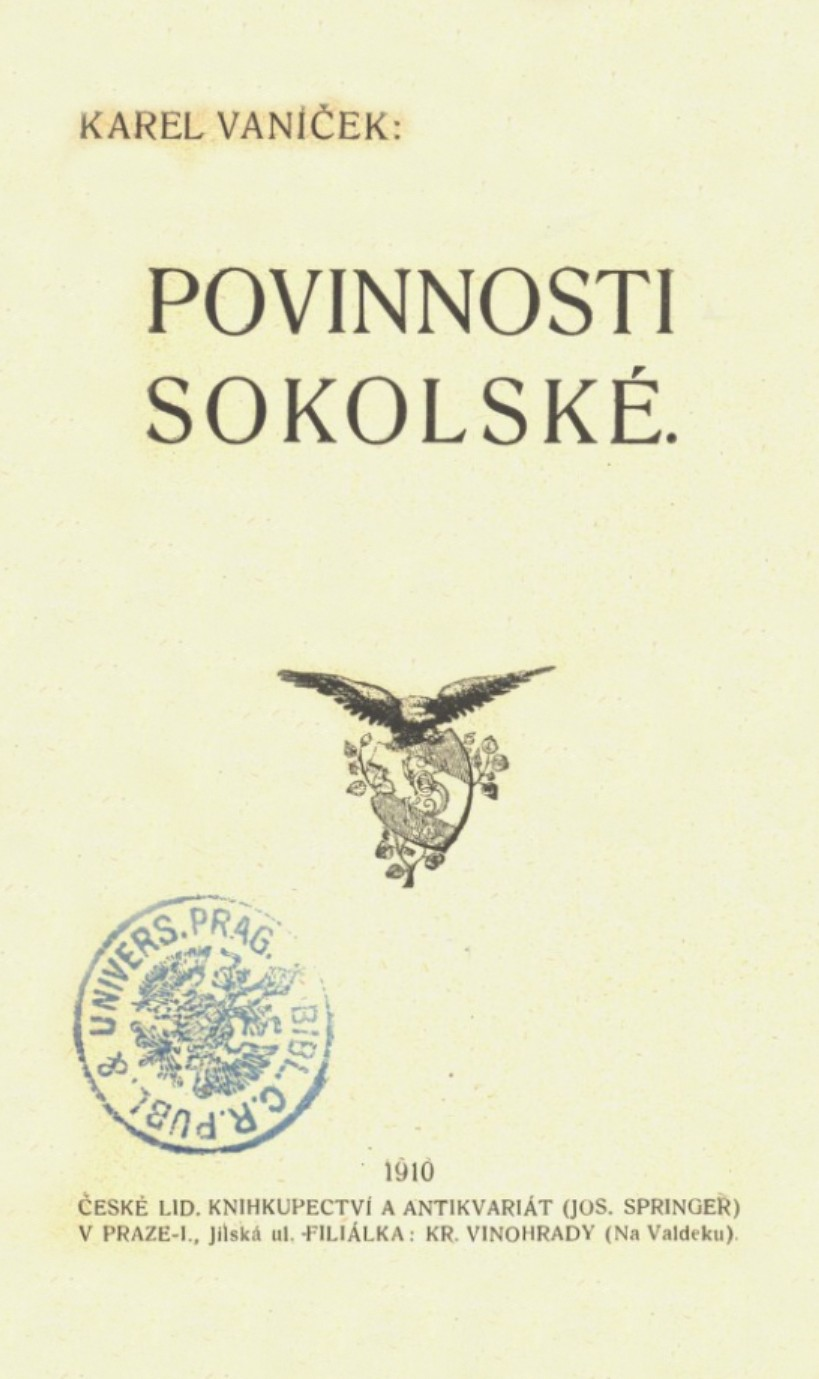
Povinnosti sokolské (1910)
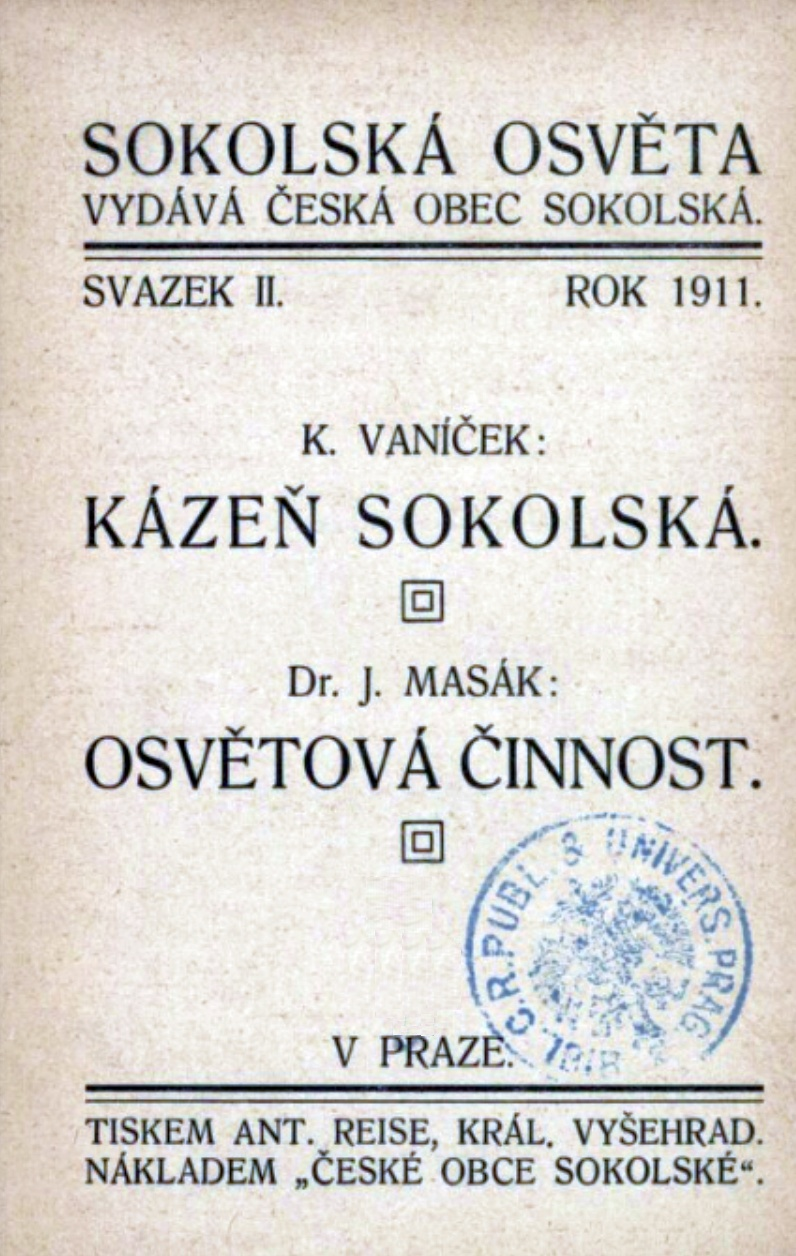
Kázeň sokolská (1911)

## Připomínky
- V Praze v Divoké Šárce poblíž místa zvaného Dívčí skok zbudovali ve dvacátých letech 20. století členové Sokolské jednoty v pražské Liboci z buližníkových kamenů mohylu v místech, kde Karla Vaníčka ranila mrtvice při jeho každodenní vycházce. Na mohyle byla původně umístěna stručná pamětní deska s nápisem: „Zde zemřel sokolský písmák Karel Vaníček 24. června r. 1926“.[3][4][10] Někdy kolem roku 2024 proběhla generální údržba (a dostavba) celé mohyly a výměna původní světlé pamětní desky zasazené do její dolní části. Na nové černé pamětní desce je zlatými písmeny vyveden následující nápis: „Zde zemřel při procházce raněn mrtvicí / sokolský písmák Karel Vaníček / * 10. 2. 1860 + 24. 6. 1926 / Byl tvůrcem sokolského muzea a napsal: / Sokolstvo jeho směr a cíl, Citu více, Kalendář z dějin / českých a světových, Povinnosti sokolské, Zeměžluč, / Dorostu sokolskému, Z moudrosti všelidské, Památce / Jana Žižky z Trocnova. // Nezapomínáme“

Kamenná mohyla v pražské Šárce
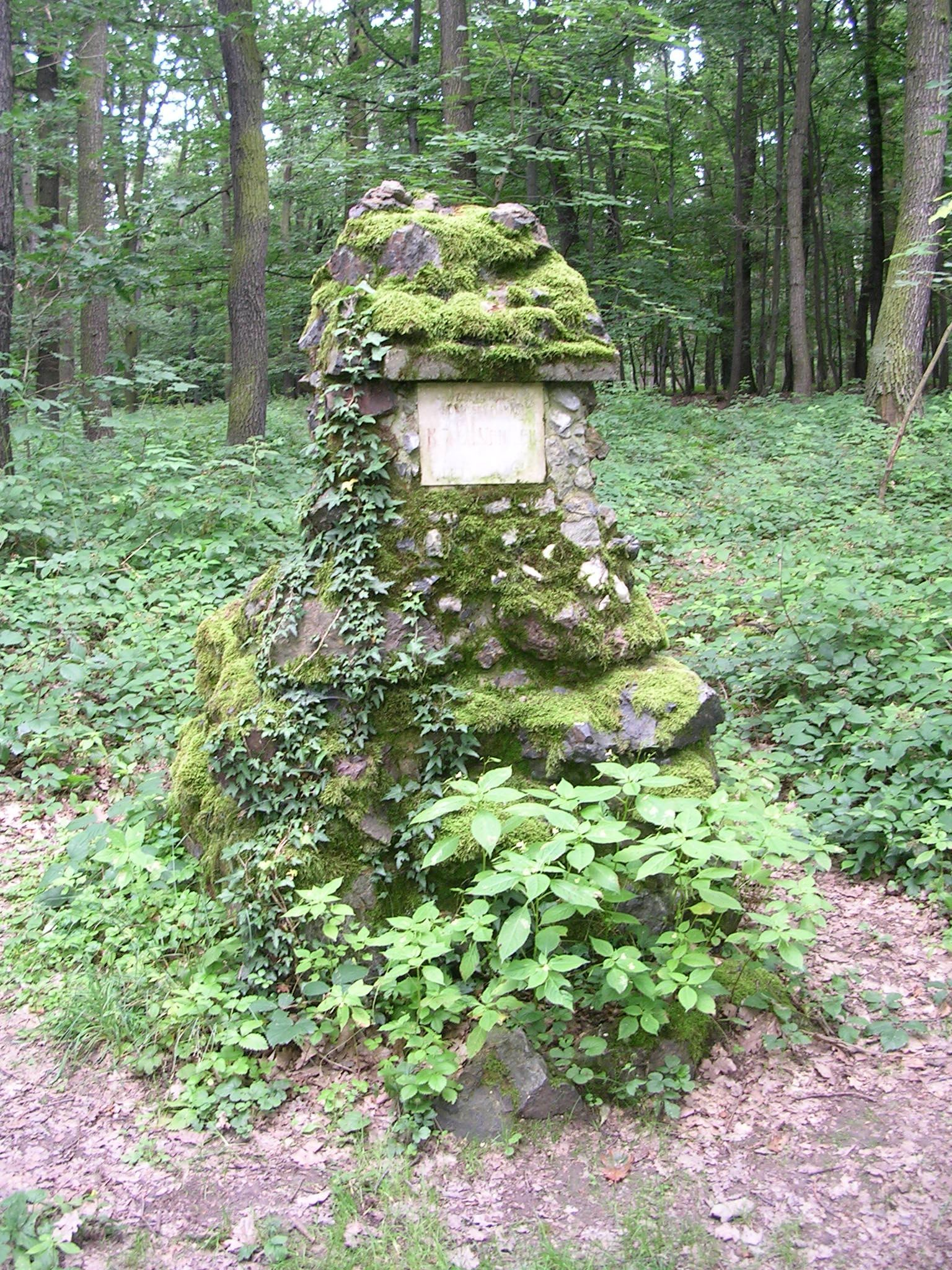
Původní mohyla (foto r. 2009)
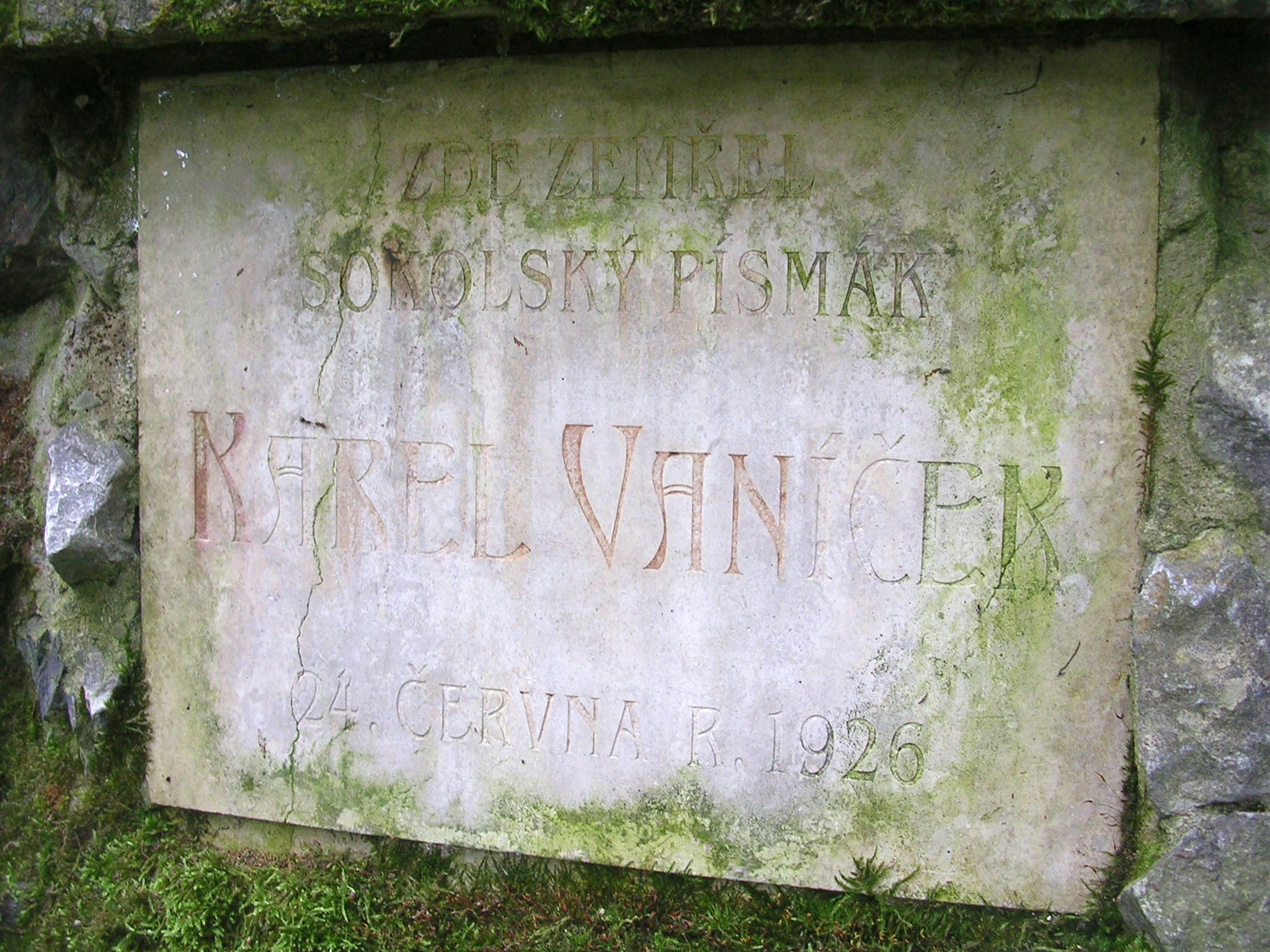
Detail původní pamětní desky (foto r. 2009)
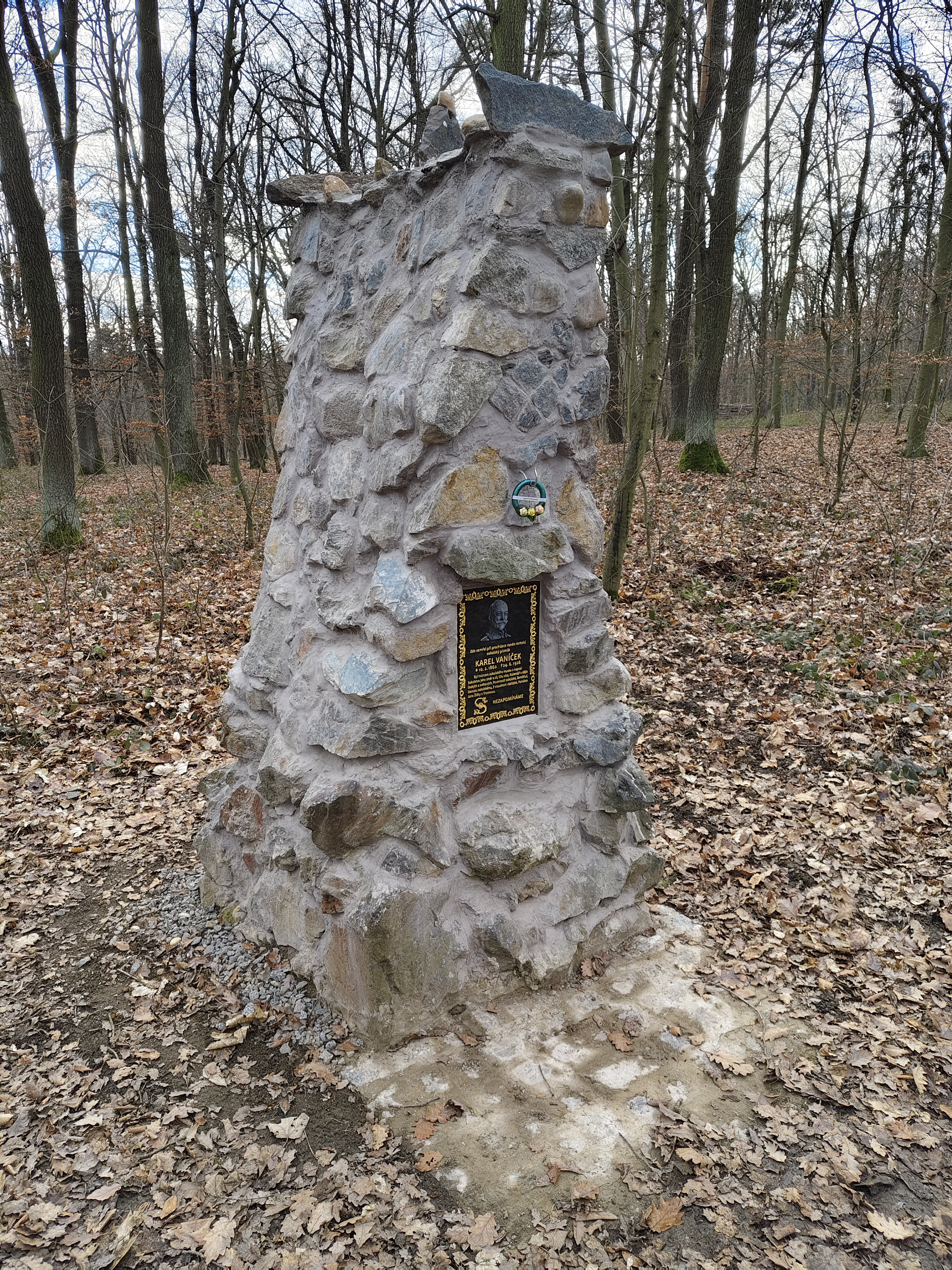
Mohyla po rekonstrukci (foto r. 2025)
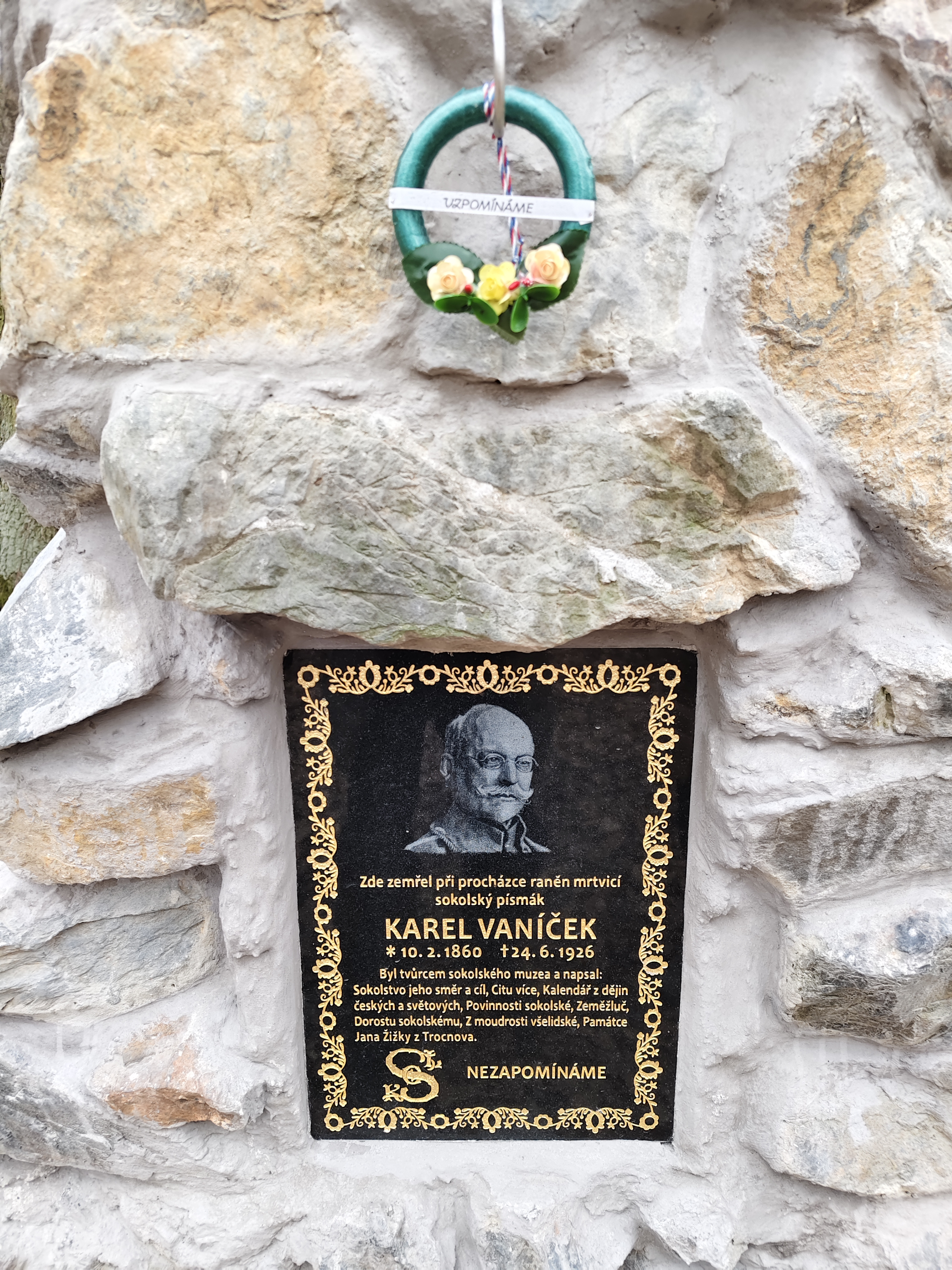
Detail nové pamětní desky (foto r. 2025)

- Na domě číslo popisné 168 v Plzeňské ulici 27 (Sokolský dům) se (vpravo od vchodu) nachází bronzová pamětní deska (Portrétní medajlon od akademického sochaře a medailéra Josefa Šejnosty) s reliéfní podobiznou Karla Vaníčka a textem: „Památce bratra Karla Vaníčka sokolského písmáka 10-II-1860 – 24-VI-1926“.[11]
- V Olomouci je po Karlu Vaníčkovi od roku 1929 (s přestávkou 1942-45) pojmenována ulice.[12]